# Бангор (Пенсилванија)
Бангор (енгл. Bangor) град је у америчкој савезној држави Пенсилванија.

## Демографија
По попису из 2010. године број становника је 5.273, што је 46 (-0,9%) становника мање него 2000. године.
| Група             | 2000.         | 2010.         |
| Белци             | 5.146 (96,7%) | 4.855 (92,1%) |
| Афроамериканци    | 26 (0,5%)     | 64 (1,2%)     |
| Азијати           | 17 (0,3%)     | 9 (0,2%)      |
| Хиспаноамериканци | 79 (1,5%)     | 262 (5,0%)    |
| Укупно            | 5.319         | 5.273         |